# Marta Marzotto
Marta Marzotto, nata Vacondio (Albinea, 24 febbraio 1931 – Milano, 29 luglio 2016), è stata una modella, stilista e socialite italiana.

## Biografia

### Le umili origini
Marta nacque povera: figlia di Guerrino Vacondio, un casellante delle ferrovie, e di Alma Spadoni, una mondina, nacque a Borzano di Albinea e visse i primi tre anni della sua vita affidata alle suore di Reggio Emilia in un brefotrofio. Registrata dalle religiose all'anagrafe come Carla Iarri, fu successivamente chiamata Marta Vacondio quando si ricongiunse con i genitori. Trasferitasi a Mortara, in Lomellina, cominciò a lavorare giovanissima, dapprima come mondina, poi come apprendista sarta e in seguito come modella presso la sartoria delle sorelle Aguzzi, di Milano. Sfilò anche come mannequin presso l'atelier di alta moda dello stilista Vincenzo Ferdinandi a Roma e posò per la famosa rivista Marie Claire.
A soli 15 anni Marta Marzotto faceva la pendolare per sfilare, lavorava 11 ore al giorno ed era corteggiatissima. Proprio nell'ambiente della moda, all'inizio degli anni cinquanta, conobbe Umberto Marzotto, comproprietario dell'omonima industria tessile. Dopo due anni di fidanzamento i due si sposarono il 18 dicembre 1954 e dalla loro unione nacquero cinque figli: Paola (nata nel 1955, madre di Beatrice Borromeo e Carlo Borromeo, riconosciuti dal padre, Carlo Ferdinando Borromeo Arese Taverna), Annalisa (nata nel 1957 e venuta a mancare nel 1989, per fibrosi cistica), Vittorio Emanuele (nato nel 1960), Maria Diamante (nata nel 1963) e Matteo (nato nel 1966). Negli anni di matrimonio Marta è innamorata e sopporta i tradimenti del marito, ma inizia a cercare qualcosa di più per se stessa, qualcosa che vada oltre le mura domestiche.

### La regina dei salotti
In una vacanza a Roma verso la fine degli anni Sessanta, Marta Marzotto fa un incontro che le cambierà la vita: in un salotto frequentato dall'Élite romana conosce il pittore Renato Guttuso. Lui inizia a corteggiarla e le scrive una miriade di lettere. Ben presto la Marzotto cede e si lascia trasportare da questo amore travolgente, pur senza mai lasciare il marito. In questo periodo  rifiorisce, inizia a frequentare i circoli mondani e intellettuali di Roma e Milano, e si circonda di menti illustri e personaggi passati alla storia. Guttuso ne fece la sua musa e la rappresentò in molte opere, come, ad esempio, nella serie delle Cartoline, un insieme di 37 disegni e tecniche miste (pubblicate dalla casa editrice Archinto nel volume Le Cartoline di Renato Guttuso). è proprio lui a ribattezzarla con il famoso soprannome "La Nuvola Bionda", per la sua leggerezza d'animo.
Sempre in questi anni la Marzotto torna a dedicarsi alla moda, questa volta però come stilista: disegna due linee di abbigliamento e poi si dedica alla creazione di gioielli. La sua popolarità cresce sempre di più, e diventa ospite fissa di salotti privati e televisivi. Hanno frequentato il suo salotto romano, affacciato in piazza di Spagna, personalità come Alberto Moravia, Dario Bellezza, Sandro Penna, Alberto Arbasino. Il rapporto con Guttuso cessò improvvisamente dopo circa venti anni. Nel 1976 conobbe Lucio Magri: avrà anche con lui una relazione importante, durata dieci anni, sempre all'oscuro del marito e per qualche tempo anche all'oscuro di Guttuso. Magri è stato l'unico uomo di cui la Marzotto ha parlato con un minimo di rancore.
Nel 1986 la celebre socialite perde tutti i suoi amori: divorzia dal consorte Marzotto e chiude definitivamente con Magri e Guttuso. Nello stesso anno Marta Marzotto, che conserva il cognome del marito anche dopo la fine del matrimonio, scrive due libri: Il successo dell'eccesso e, in seguito, Una finestra su Piazza di Spagna.
Si è sempre dedicata alla beneficenza e alle cause umanitarie finanziando, in particolare, diversi artisti, oltre alla ricerca contro la fibrosi cistica, malattia che le ha strappato la sua secondogenita.

### Gli ultimi anni
Nel 2006 la Marzotto è stata accusata, insieme allo stampatore Paolo Paoli, di aver riprodotto 700 serigrafie di Guttuso senza averne il diritto, accusa portata avanti dal figlio adottivo del pittore e per cui ha rischiato otto mesi di reclusione e una multa di 800 euro. La Marzotto è stata poi ritenuta innocente perché il reato non sussiste. In occasione dei suoi ottant'anni le è stata dedicata una mostra a palazzo Morando di Milano, all'interno del museo della moda, costume e immagine.
Il 29 luglio 2016 dopo una breve malattia, muore a Milano presso la casa di cura "La Madonnina": a darne l'annuncio la nipote Beatrice Borromeo. Il funerale  è stato celebrato da don Davide Banzato a Milano il 1º agosto 2016 presso la chiesa dei francescani minori di Sant'Angelo. La salma di Marta Marzotto, per sua volontà, è stata cremata ed è tornata in Veneto, ma non è stata tumulata nella tomba di famiglia, le ceneri sono state disperse sulle cime delle Tofane nei pressi di Cortina d'Ampezzo, luogo a lei molto caro. Presenti al funerale, oltre alla famiglia e ai figli, anche il cognato Riccardo, la showgirl Valeria Marini, la stilista Anna Molinari, la modella Afef, la regista Andrée Ruth Shammah, Lele Mora, Emilio Fede, lo chef Gianfranco Vissani, nonché il flautista Andrea Griminelli che ha accompagnato la funzione liturgica.
Il 2 novembre 2023, il suo nome viene iscritto nel famedio del cimitero monumentale di Milano.

## Nella cultura popolare
Marta Marzotto è stata un personaggio ammirato per il suo stile unico e particolarissimo. Non passava mai inosservata, sfoggiando lunghi caftani coloratissimi, colbacchi di pelo viola o a tinte vivaci, ventagli, scialli di velluto e gioielli. Sinonimo di spirito e libertà, la Marzotto è ricordata come una regina dei salotti sempre curiosa e che amava circondarsi di personalità interessanti e carismatiche almeno quanto lei: artisti, politici e menti brillanti, come Alberto Moravia, Salvatore Quasimodo e Leonardo Sciascia.
Marta Marzotto è stata più volte definita la prima influencer italiana.

## Produzione letteraria e cinema
- Da sempre appassionata di arte e letteratura, oltre a ispirare grandi poeti come Moravia e Quasimodo, la Marzotto dal 1986 in poi ha pubblicato diversi libri, l’ultimo nel 2016 intitolato Smeraldi a colazione.
- Nel 2021 è uscito un cortometraggio dedicato alla sua vita voluto dalla figlia Maria Diamante ed intitolato La musa inquieta. Il docufilm è diretto da Massimiliano Finazzer Flory ed è stato girato tra Roma, Milano, Venezia la Sardegna e Cortina d’Ampezzo.[23]

## Onorificenze
- Nel 2000 viene nominata cittadina onoraria in segno di lotta alla camorra nei seguenti comuni della provincia di Caserta: Trentola-Ducenta, Villa Literno, Santa Maria la Fossa, Lusciano, San Cipriano d'Aversa, Casal di Principe, Casapesenna, San Marcellino, Grazzanise, Castel Volturno, San Tammaro, Frignano, Casaluce, Villa di Briano e Casapulla.[24]

## Opere
- Il successo dell'eccesso. Esiste un vero dandy?, Milano, Bompiani, 1986.
- Una finestra su Piazza di Spagna. La mia vita, Milano, Sugarco, 1990. ISBN 88-7198-018-2.
- Smeraldi a colazione. Le mie sette vite, Milano, Cairo Publishing, 2016. ISBN 88-6052-635-3.